# Brandtaggsvamp
Brandtaggsvamp (Hydnellum auratile) är en svampart som först beskrevs av Max Britzelmayer, och fick sitt nu gällande namn av Rudolf Arnold Maas Geesteranus 1959. Brandtaggsvamp ingår i släktet korktaggsvampar och familjen Bankeraceae. Arten är reproducerande i Sverige. Inga underarter finns listade i Catalogue of Life.